# Черногория на «Евровидении»
Черногория на конкурсе песни Евровидение принимала участие 12 раз. В 2007 году дебют оказался неудачным, Stevan Faddy с песней «Ajde kroči» занял 22 место в полуфинале (6-е с конца).
В 2004—2005 гг. страна принимала участие с Сербией, а до 1992 — в составе Югославии. В 2009 году Черногории до 10 места не хватило всего двух очков, но набрав на 2 очка больше, Черногория всё равно бы не попала в финал, потому что профессиональное жюри 10-й песней выбрало Финляндию. В 2014 году Черногория смогла всё-таки выйти в финал, но там она заняла лишь 19 место (страну на Евровидении представлял Сергей Четкович) 2015 год является на данный момент лучшим для Черногории. Страну представил певец Кнез с песней «Adio»  и прошёл в финал. В финале Кнез занял 13 место и набрал 44 балла. 
С 2016 года Черногория снова не может пробиться в финал. В 2019 году Черногория отказалась от участия в конкурсе Евровидение-2020 из-за нестабильной финансовой ситуации в стране. Однако сам конкурс впоследствии был отменён из-за пандемии коронавируса, вследствие чего перенесён на следующий год. Однако Черногория в 2020 отказалась и от участия в конкурсе Евровидение-2021. Но в этот раз причиной стали низкие результаты страны на Евровидении. 12 октября 2021 года, Черногория объявила, что она возвращается на Евровидение после 2-летнего перерыва и примет участие в Евровидение-2022, после чего опять покинула конкурс на два года. 15 августа 2024 года черногорский телевещатель RTCG объявил, что вернётся на конкурс после 2-летнего перерыва. 27 ноября 2024 года в результате национального отбора страну должна была представить группа Neonoen с песней «Clickbait». 4 декабря 2024 года группа отказалась от участия по причине скандала, связанным с исполнением песни до 1 сентября 2024 года на Festival Kulture Zabjelo.
За 2 раза участия в финале Черногория получила 81 балл, а в полуфинале — 437 баллов.

## Участники
| Год                           | Место проведения | Исполнитель            | Песня                     | Перевод                      | Язык                                         | Финал     | Финал     | Полуфинал | Полуфинал |
| Год                           | Место проведения | Исполнитель            | Песня                     | Перевод                      | Язык                                         | Место     | Баллы     | Место     | Баллы     |
| ----------------------------- | ---------------- | ---------------------- | ------------------------- | ---------------------------- | -------------------------------------------- | --------- | --------- | --------- | --------- |
| 2007                          | Хельсинки        | Стэфан Фади            | «Ајде, крочи»             | «Давай, подойди»             | Сербский                                     | Не прошёл | Не прошёл | 22        | 33        |
| 2008                          | Белград          | Стефан Филипович       | «Заувијек волим те»       | «Я полюбил тебя навсегда»    | Черногорский                                 | Не прошёл | Не прошёл | 14        | 23        |
| 2009                          | Москва           | Андреа Демирович       | «Just Get Out of My Life» | «Просто уходи из моей жизни» | Английский                                   | Не прошла | Не прошла | 11        | 44        |
| Не участвовала с 2010 по 2011 |                  |                        |                           |                              |                                              |           |           |           |           |
| 2012                          | Баку             | Рамбо Амадеус          | «Euro Neuro»              | «Евро невро»                 | Английский, сербский, черногорский, немецкий | Не прошёл | Не прошёл | 15        | 20        |
| 2013                          | Мальмё           | «Who See» и Нина Жижич | «Игранка»                 | «Вечеринка»                  | Черногорский                                 | Не прошли | Не прошли | 12        | 41        |
| 2014                          | Копенгаген       | Сергей Четкович        | «Мој свијет»              | «Мой мир»                    | Черногорский                                 | 19        | 37        | 7         | 63        |
| 2015                          | Вена             | Knez                   | «Adio»                    | «До свидания»                | Черногорский                                 | 13        | 44        | 9         | 57        |
| 2016                          | Стокгольм        | «Highway»              | «The Real Thing»          | «Настоящая вещь»             | Английский                                   | Не прошли | Не прошли | 13        | 60        |
| 2017                          | Киев             | Славко Калезич         | «Space»                   | «Космос»                     | Английский                                   | Не прошёл | Не прошёл | 16        | 56        |
| 2018                          | Лиссабон         | Ваня Радованович       | «Inje»                    | «Иней»                       | Черногорский                                 | Не прошёл | Не прошёл | 16        | 40        |
| 2019                          | Тель-Авив        | «D-moll»               | «Heaven»                  | «Небеса»                     | Английский                                   | Не прошли | Не прошли | 16        | 46        |
| Не участвовала с 2020 по 2021 |                  |                        |                           |                              |                                              |           |           |           |           |
| 2022                          | Турин            | Владана Вучинич        | «Breathe»                 | «Дыхание»                    | Английский, итальянский                      | Не прошла | Не прошла | 17        | 33        |
| Не участвовала с 2023 по 2024 |                  |                        |                           |                              |                                              |           |           |           |           |
| 2025                          | Базель           | Нина Жижич             | «Dobrodošli» (Добродошли) | «Добро пожаловать»           | Черногорский                                 | Не прошла | Не прошла | 16        | 12        |

## Фотогалерея

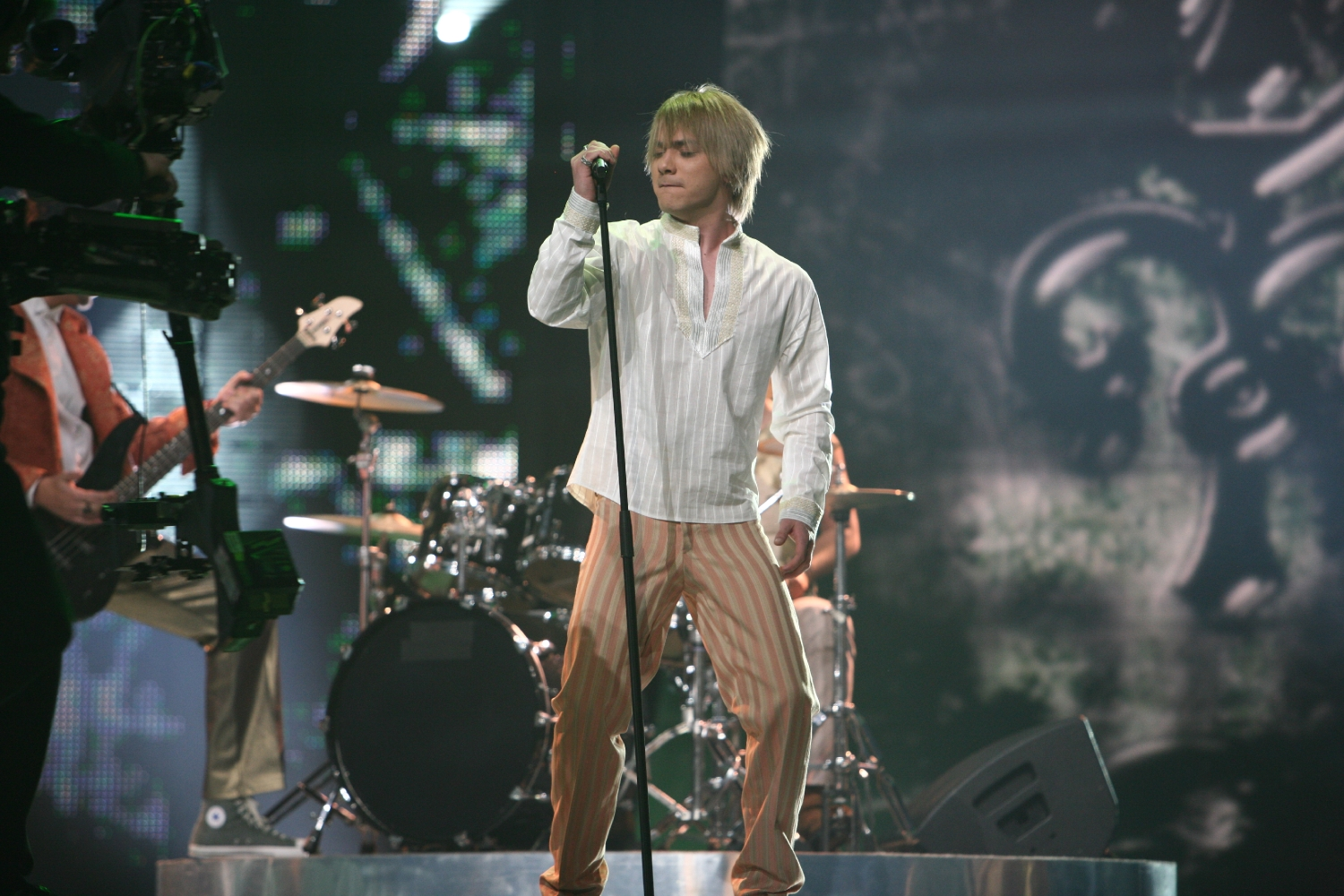
Стэфан Фади в Хельсинки Евровидение 2007
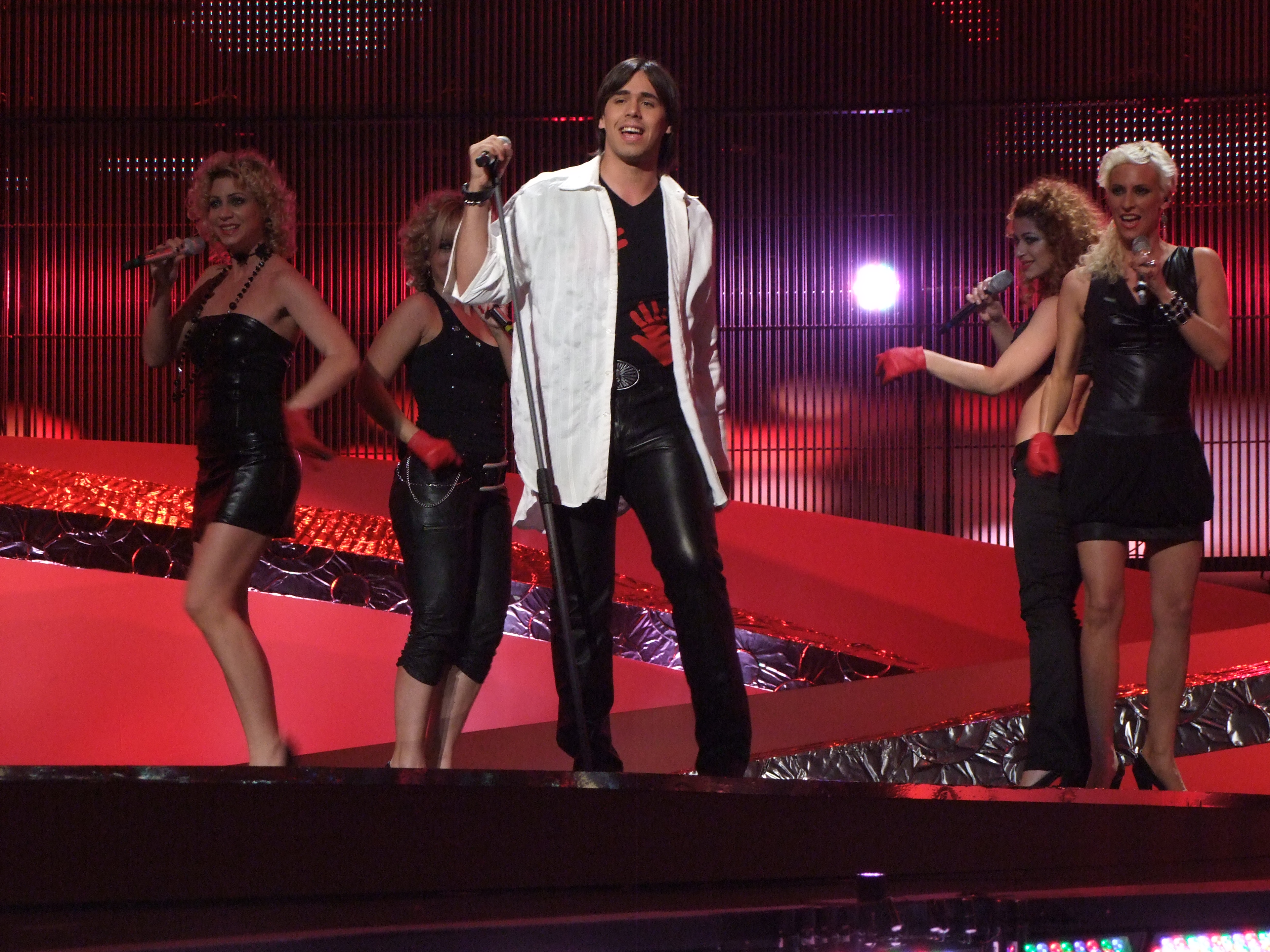
Стефан Филипович в Белграде Евровидение 2008
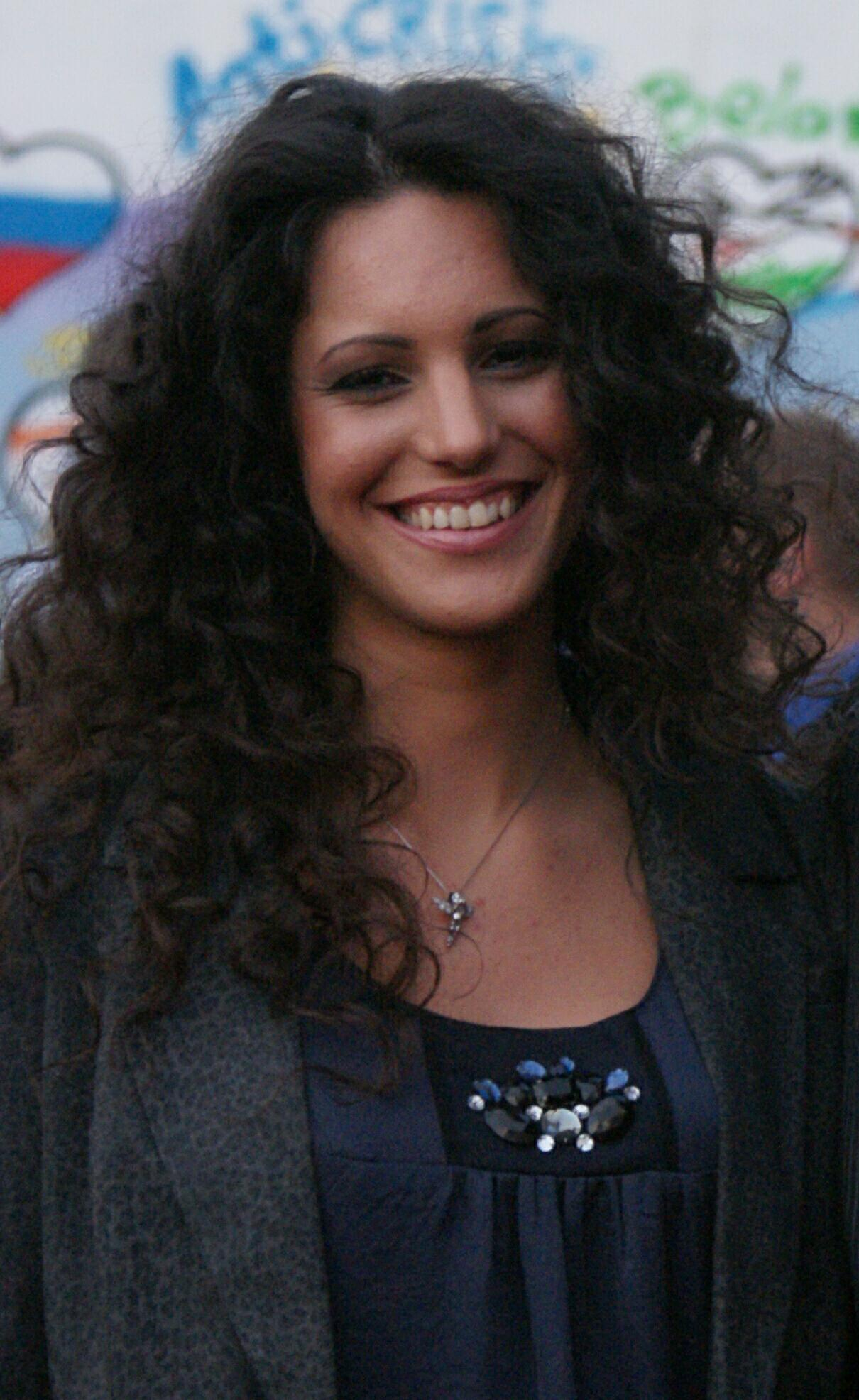
Андреа Демирович в Москве Евровидение 2009
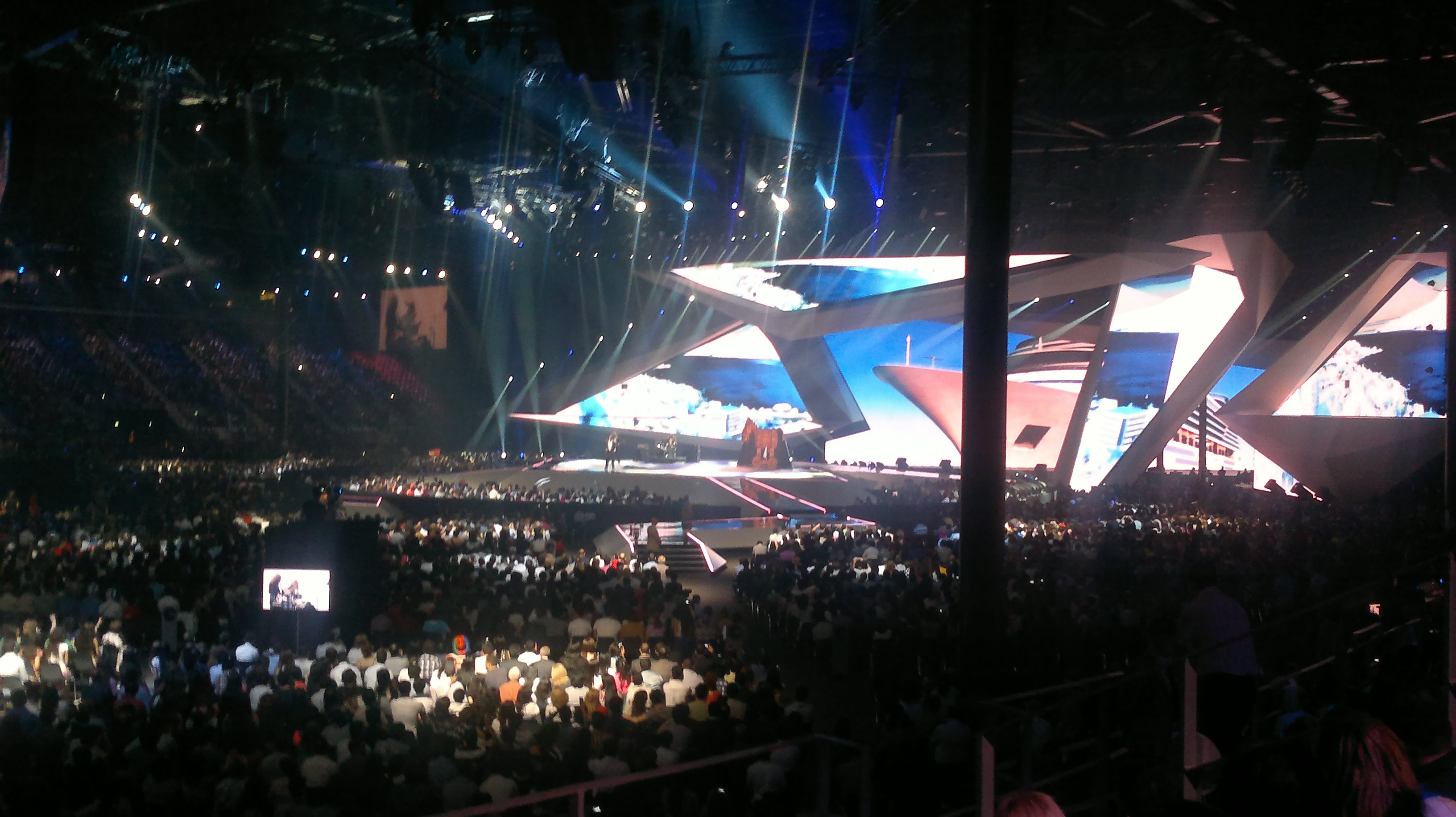
Рамбо Амадеус в Баку Евровидение 2012
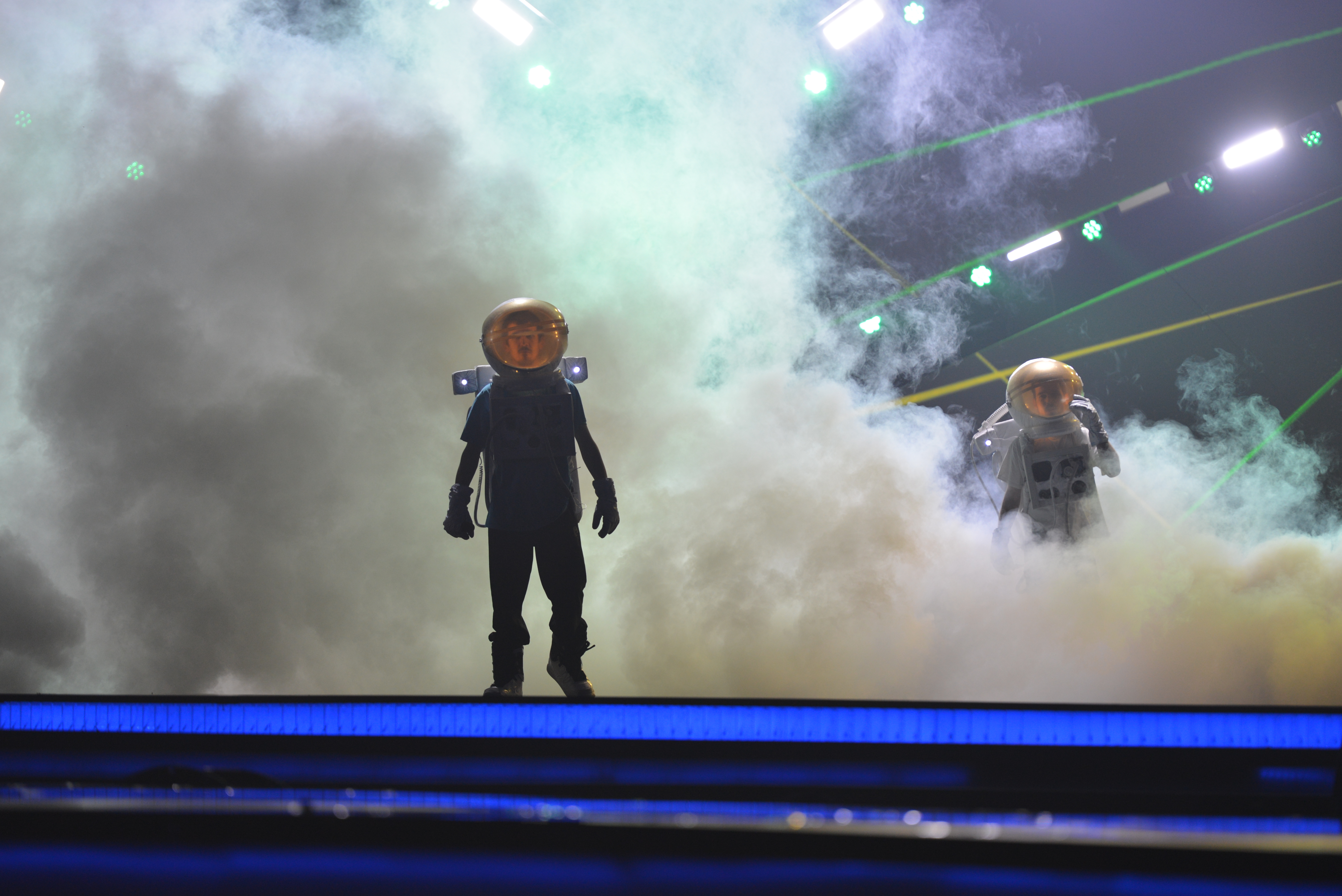
группа Who See в Мальмё Евровидение 2013
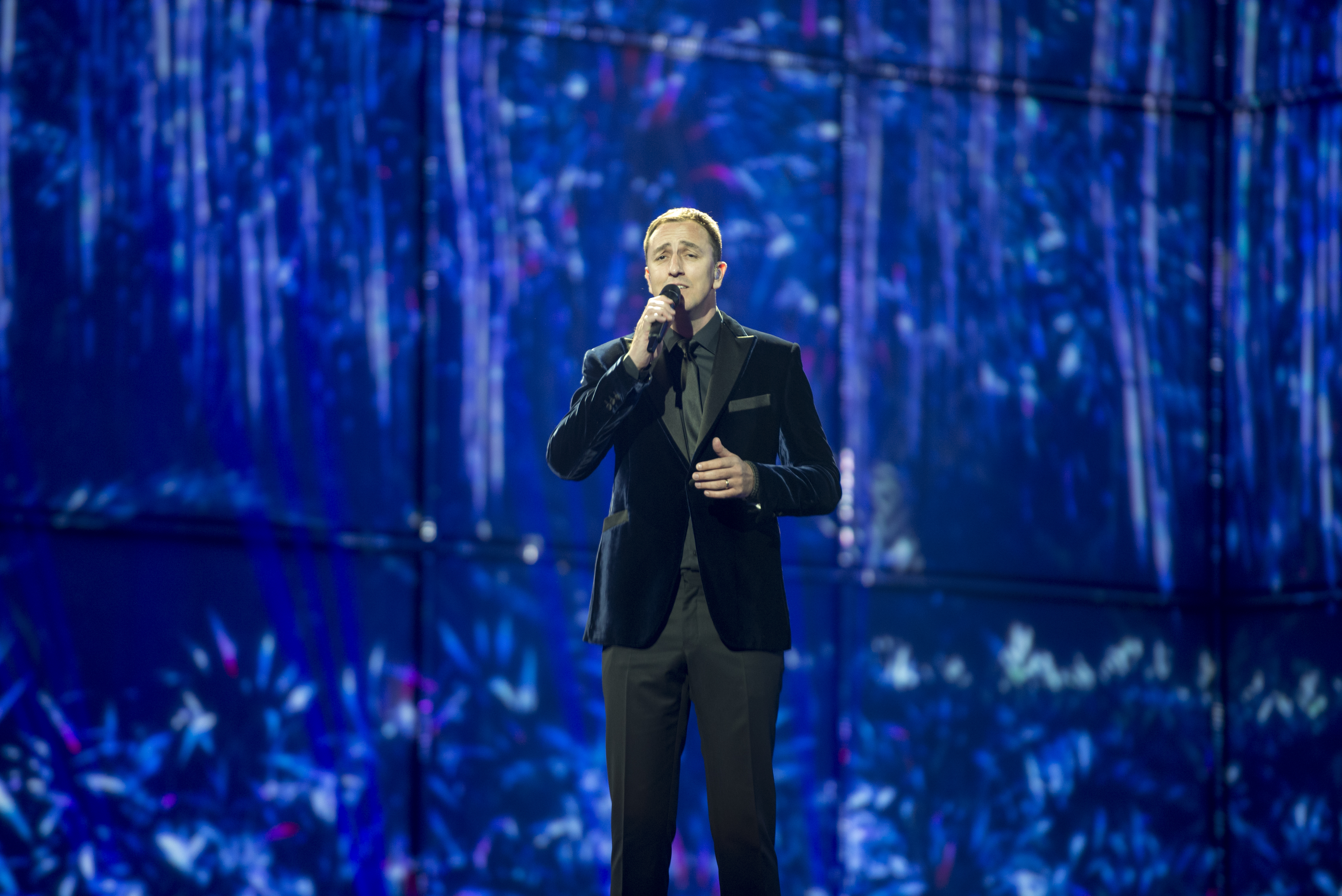
Сергей Четкович в Копенгагене Евровидение 2014
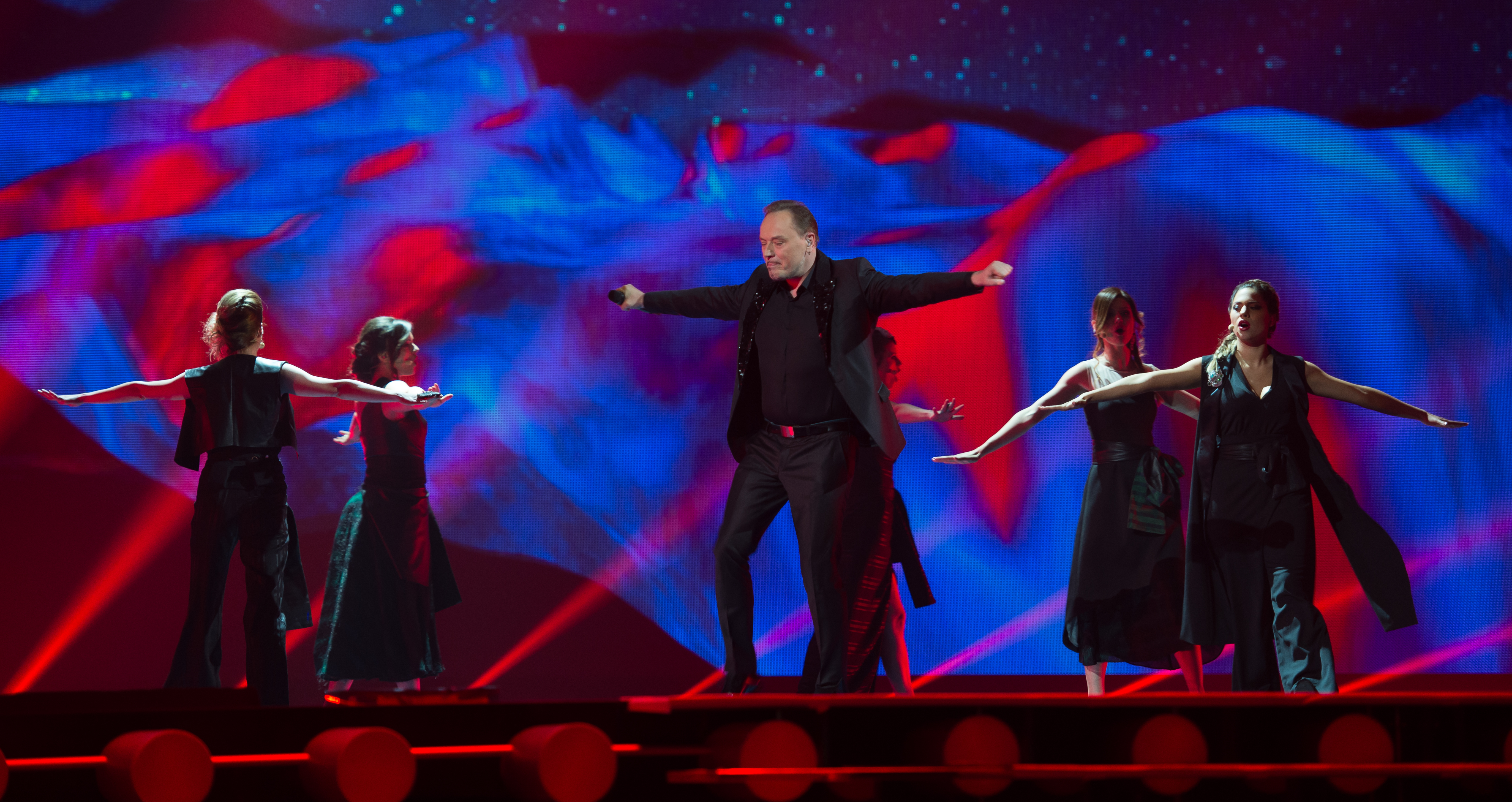
Knez в Вене Евровидение 2015
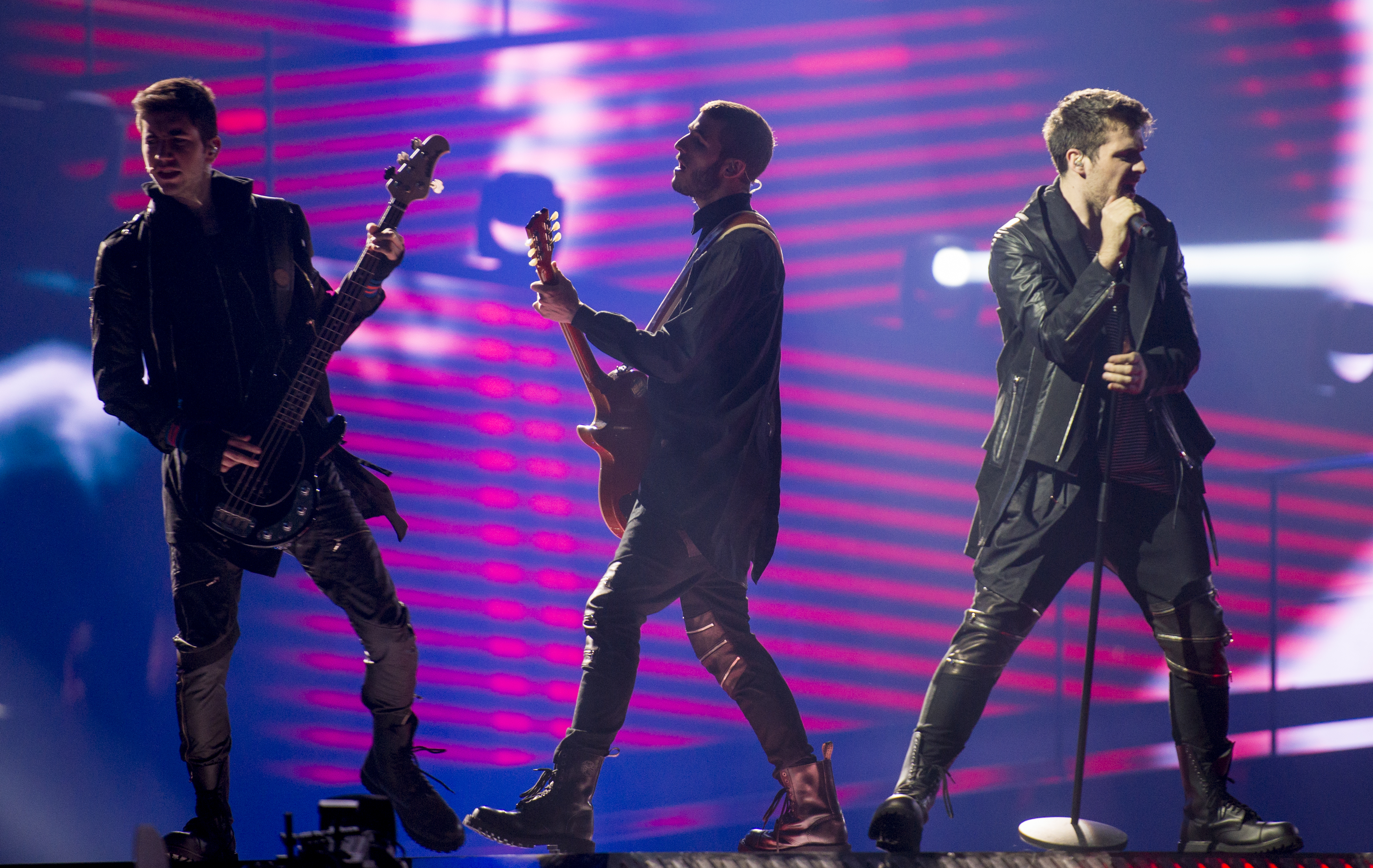
«Highway» в Стокгольме Евровидение 2016
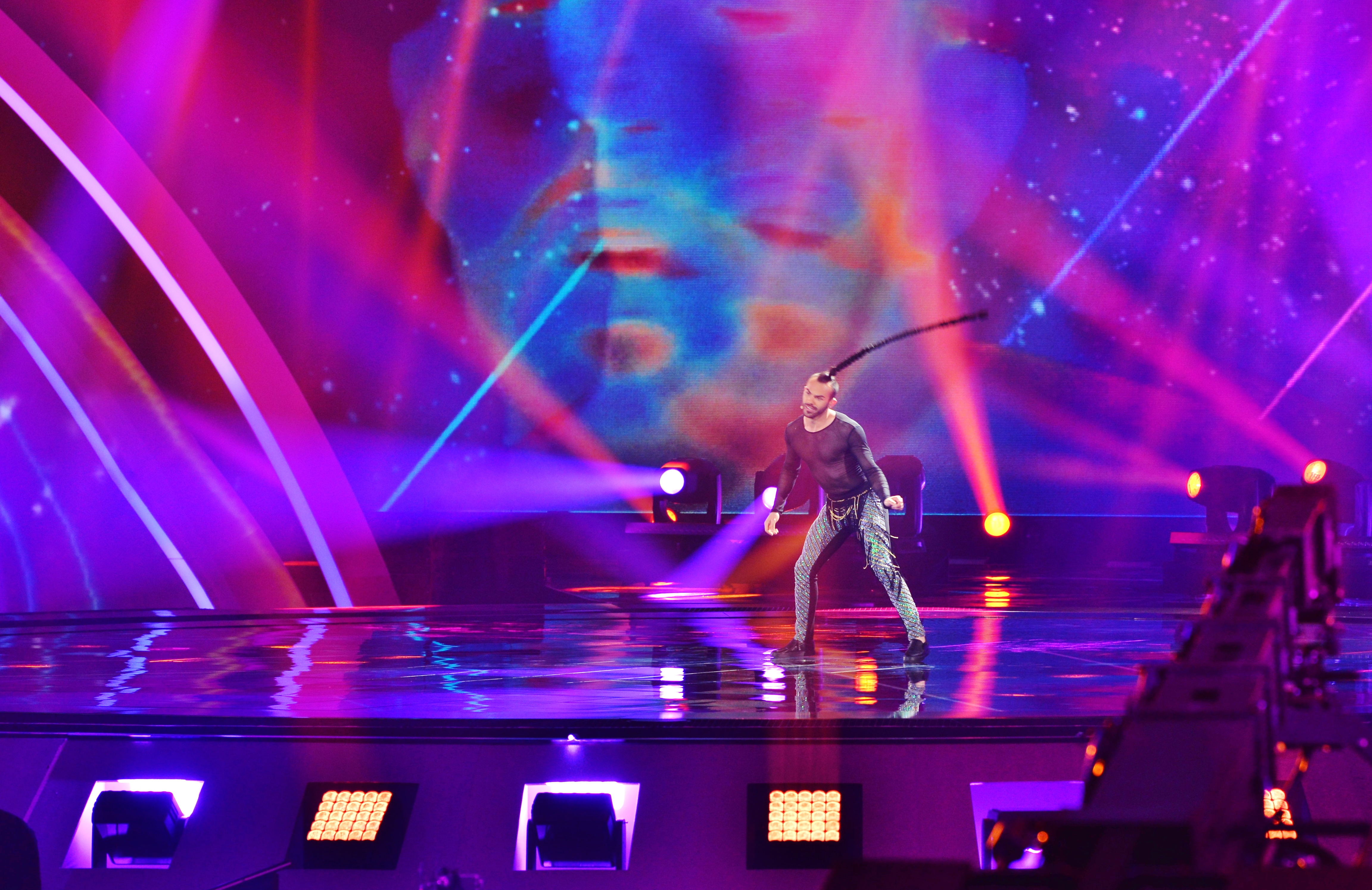
Славко Калезич в Киеве Евровидение 2017
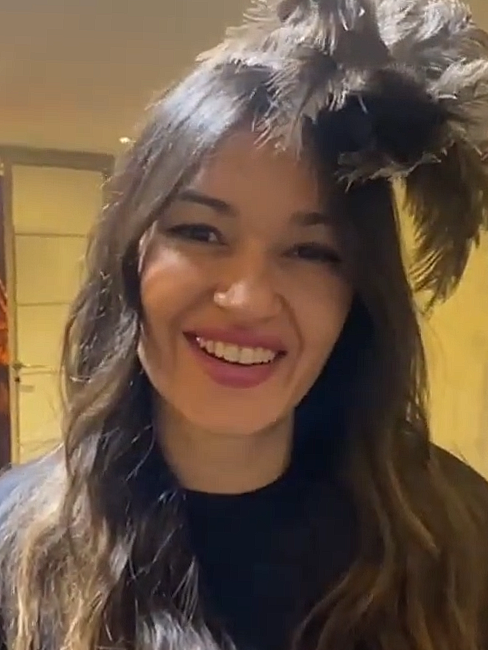
Владана Вучинич в Турине Евровидение-2022